# Лям, Ян
Ян Лям или Ян Лам (пол. Jan Lam; 16 января 1838, Станиславов — 3 августа 1886, Львов) — польский сатирик, романист, журналист, учитель.

## Биография
Ян Лям родился в немецко-польской семье в Станиславове (теперь Ивано-Франковск). Его отец — чиновник казначейства Конрад Лам (1809) в 1831 переселился из Моравии в Галицию. Из-за сильного влияния на Яна его матери, Иоанны Зелецкой, считал себя поляком. В 1850-е гг., во время службы Ляма-старшего в городе Нароль, часто бывал в Любиче в имении Людвика Зелиньского, где впервые познакомился с литературным миром. Принял участие в восстании 1863 года. В результате попал в австрийскую тюрьму. Учился в Бучаче, a затем во Львовском университете.
Написал историческую поэму «Zawichost» и повести «Pan Komisarz Woyenny», «Panna Emilja» и «Koroniarz w Galicyi» (1869). С 1869 был редактором основанного им же «Dziennika Polskiego». Не принадлежал ни к какой определенной партии, но был непримиримым германофобом и ненавидел чехов, бывших в это время усердными германизаторами славянских земель Австрии. Тип такого германизатора весьма удачно воспроизведён Лямом в лице Прецличка в повести «Panna Emilja». Произведения Лама служат превосходным материалом для изучения польского общества Галиции того времени.
Умер во Львове и похоронен на Лычаковском кладбище (полe 56).